# Dwekh Nawsha
Dwekh Nawsha (ܕܒܝܚ ܢܦܫܐ in siriaco, letteralmente "Colui che è pronto al sacrificio") è un'organizzazione paramilitare di autodifesa creata nella metà del 2014 dalla popolazione Assiro-Cristiana del Nord dell'Iraq nel contesto dello guerra civile in Iraq.
Il gruppo si forma in seguito all'occupazione dei territori assiri a ovest di Mosul, nel Governatorato di Ninawa, da parte dello Stato Islamico nell'estate del 2014. Lo Stato Islamico ha imposto alla popolazione non musulmana dei territori occupati la scelta tra la conversione all'Islam, il pagamento di una tassa (la Jizya) o la morte. Lo stato di guerra e queste condizioni hanno comportato la fuga di oltre 200.000 profughi assiri. L'obbiettivo di Dwekh Nawsha è la difesa della popolazione e la liberazione dei territori assiri occupati dallo Stato Islamico.

La forza militare, composta da poche centinaia di militanti e alcuni mezzi di trasporto leggeri, concentra le proprie azioni sul controllo del territorio in collaborazione con le forze curde dei Peshmerga e del KRG contro lo Stato Islamico. Il gruppo conta numerosi combattenti stranieri, sia americani che australiani.